# Illes Equínades
Les illes Equínades (en grec antic αἱ Ἐχινάδες νῆσοι segons Heròdot, Tucídides i Estrabó) o illes Equines (αἱ Ἐχῖναι νῆσοι, segons Homer) són un grup de nombroses illes, un arxipèlag, a la costa d'Acarnània a la mar Jònica. Algunes de les illes, en temps d'Heròdot ja s'havien unit al continent pels diposits al·luvials del riu Aqueloos, que desemboca molt proper.
Homer menciona les illes al «Catàleg de les naus» a la Ilíada, on diu que Meges, fill de Fileu, rei de l'Èlida, va conduir quaranta naus a la guerra de Troia des de Dulíquion i el que anomena les sagrades Illes Equínades, situades davant de la costa d'Èlida.
Segons Homer, les illes estaven habitades, però Tucídides i Escílax de Carianda diuen que eren desertes. Estrabó diu simplement que eren illes estèrils i rocoses. Esteve de Bizanci parla d'una ciutat, Apol·lònia (Ἀπολλωνία) que situa en una de les illes, i Plini el Vell a la Naturalis Historia dona el nom de nou d'aquestes illes: Aegialia, Cotonis, Thyatira, Geoaris, Dionysia, Cyrnus, Chalcis, Pinara i Mystus. Segons Estrabó, una altra illa de les Equínades era Artemita (Ἀρτεμίτα), que al seu temps ja s'havia unit al continent. Artemidor d'Efes parla d'Artemita, i diu que era una península propera a la desembocadura de l'Aquelou, i Rià anomena les Oxeies (αἱ Ὀξεῖαι) com un grup separat d'illes vora les Equínades, encara que Estrabó les inclou al grup de les Equínades.
Es diu que les Equínades derivaven el seu nom dels eriçons de mar (Echinoidea) pels contorns durs i espinosos que tenien la majoria d'elles. L'any 1427 va tenir lloc en les seves aigües la batalla de les illes Equínades entre l'Imperi Romà d'Orient i Carles I Tocco, dèspota de l'Epir i comte de Cefalònia i Zante.